# Santuario di Montesenario
Il santuario di Monte Senario è un santuario della Toscana e si trova sulla collina omonima a nord della città di Firenze, nel comune di Vaglia. Nel dicembre 1917 papa Benedetto XV lo elevò 
alla dignità di basilica minore.

## Storia
Il convento fu eretto nel 1234 da sette nobili fiorentini, fondatori dell'ordine dei Servi di Maria, e perciò detti i Sette santi fondatori; fu ampliato nel XV secolo, e di nuovo nel 1594 dal granduca Ferdinando I, per essere poi in parte modificato nel XVIII e nel XIX secolo.

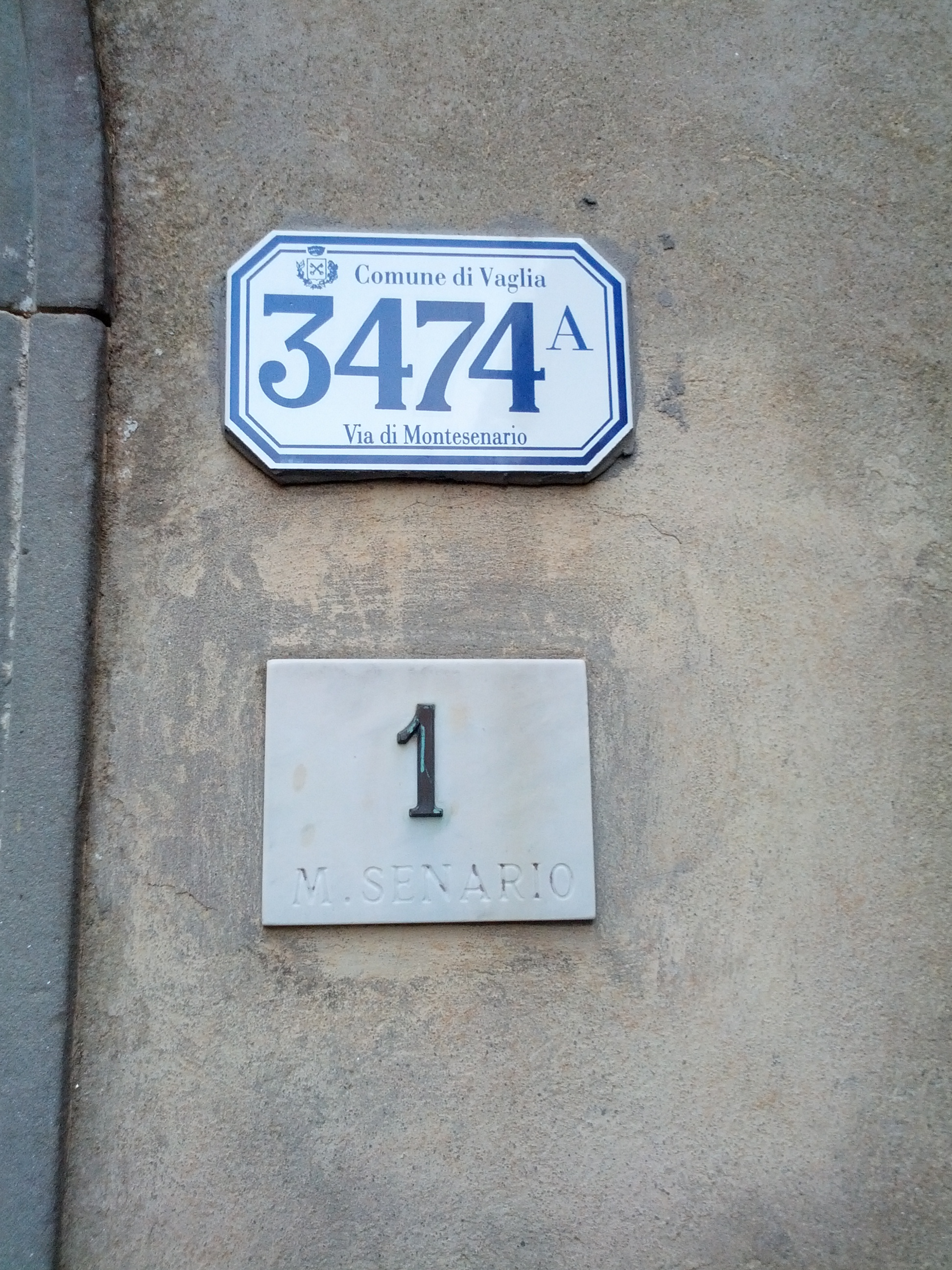
Numero civico cambiato.

Il numero civico del Santuario è stato cambiato dal n. 1 al n. 3474.

## Descrizione
Si giunge al complesso da un viale fittamente alberato, al termine del quale sono poste le due statue di San Bonfiglio Monaldi e di San Filippo Benizi, di Pompilio Ticciati (1754), che introducono al piazzale antistante al complesso: a sinistra, il grande Ospizio (1603), a fianco del quale una scalinata sale in una piazzetta.
Alla destra della chiesa è l'ingresso al Convento, fino all'Ottocento aperto a pianterreno da un porticato di cui rimangono visibili le colonne e gli archi, inglobati nel muro di facciata, la torretta-orologio è del 1834.
Dopo un primo ambiente (sulla porta a destra, lunetta con i Pellegrini di Emmaus di Giovanni da San Giovanni, si passa in un atrio ornato da medaglioni affrescati in parte da Antonio Nicola Pillori (1750 circa). A lui e a Stefano Fabbrini si devono anche le lunette del chiostrino quattrocentesco (tamponato) adiacente alla chiesa, parte del nucleo più antico del convento.
Nel refettorio, Cenacolo di Matteo Rosselli (1634) e due tele di Francesco Curradi con Cristo in preghiera e Annunciazione. Intorno al convento corre una terrazza panoramica; il pavimento, a lastroni di pietra, copre una grandiosa cisterna per l'acqua piovana voluta dai Medici (1697-1722).

### Chiesa

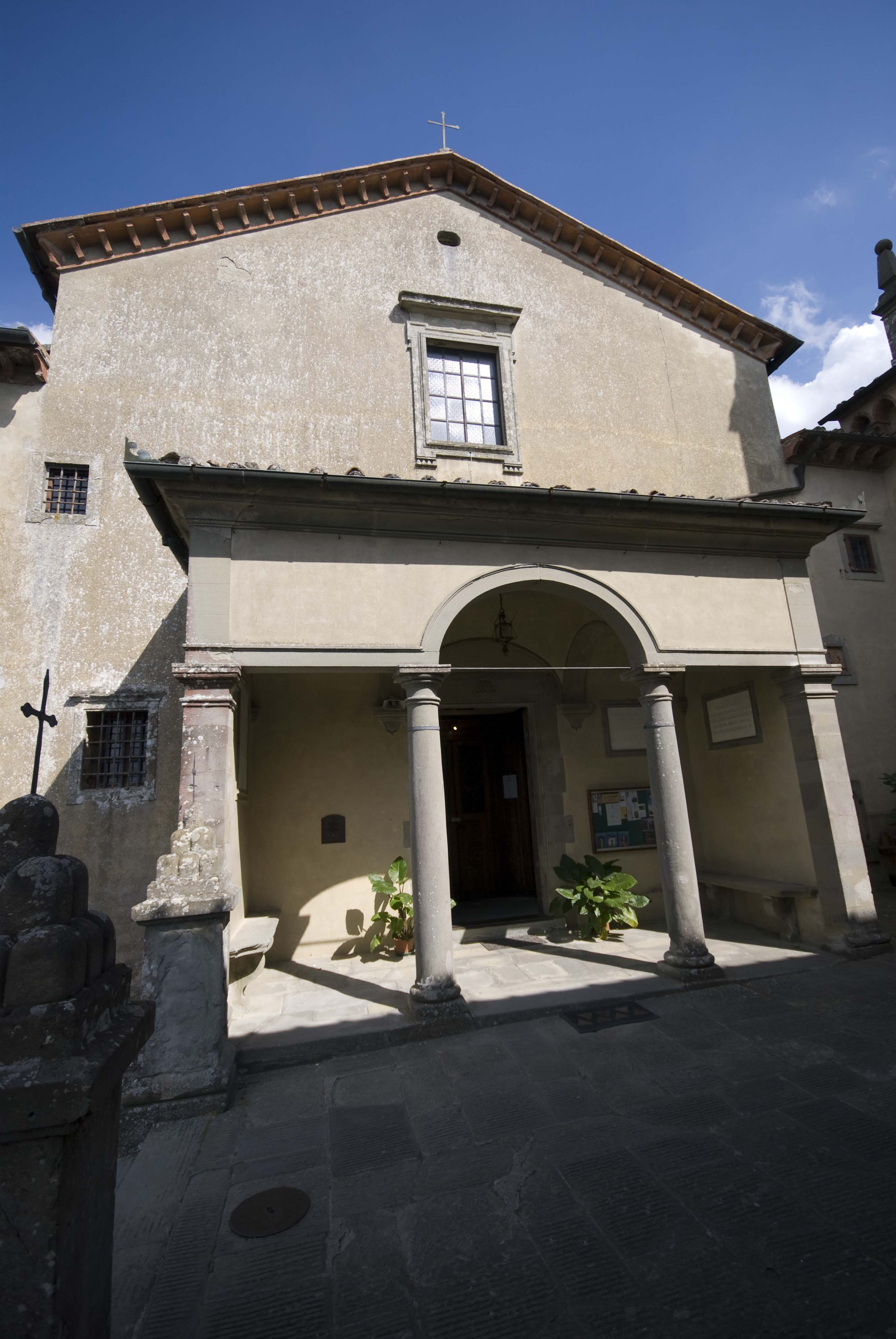
Facciata

A sinistra si affaccia la chiesa dell'Addolorata, dedicata anche a San Filippo Benizi, edificata nel 1412 dai della Stufa sul preesistente oratorio; completamente ristrutturata nel 1717, probabilmente sotto la direzione di Giovan Battista Foggini, con aggiunte e modificazioni successive; preceduta da un portico, è fiancheggiata dal campanile eretto nel 1648 e rinnovato alla fine del secolo XVIII.
L'interno, a una navata con cappelle laterali, presenta una ricca decorazione barocca in stucco dovuta a Giovan Martino Portogalli (1717), realizzata sulla volta a botte a incorniciare un affresco di Antonio Domenico Gabbiani con la Vergine che porge l'abito dei Servi ai sette Fondatori. A destra della porta di ingresso, monumento sepolcrale di Sigismondo della Stufa, dell'inizio del XVI secolo; nell'abside, Crocifisso ligneo del XVIII secolo, circondato da un gruppo di figure in stucco del Portogalli; ai lati, due tele di Tommaso Redi con Storie di Filippo Benizi.

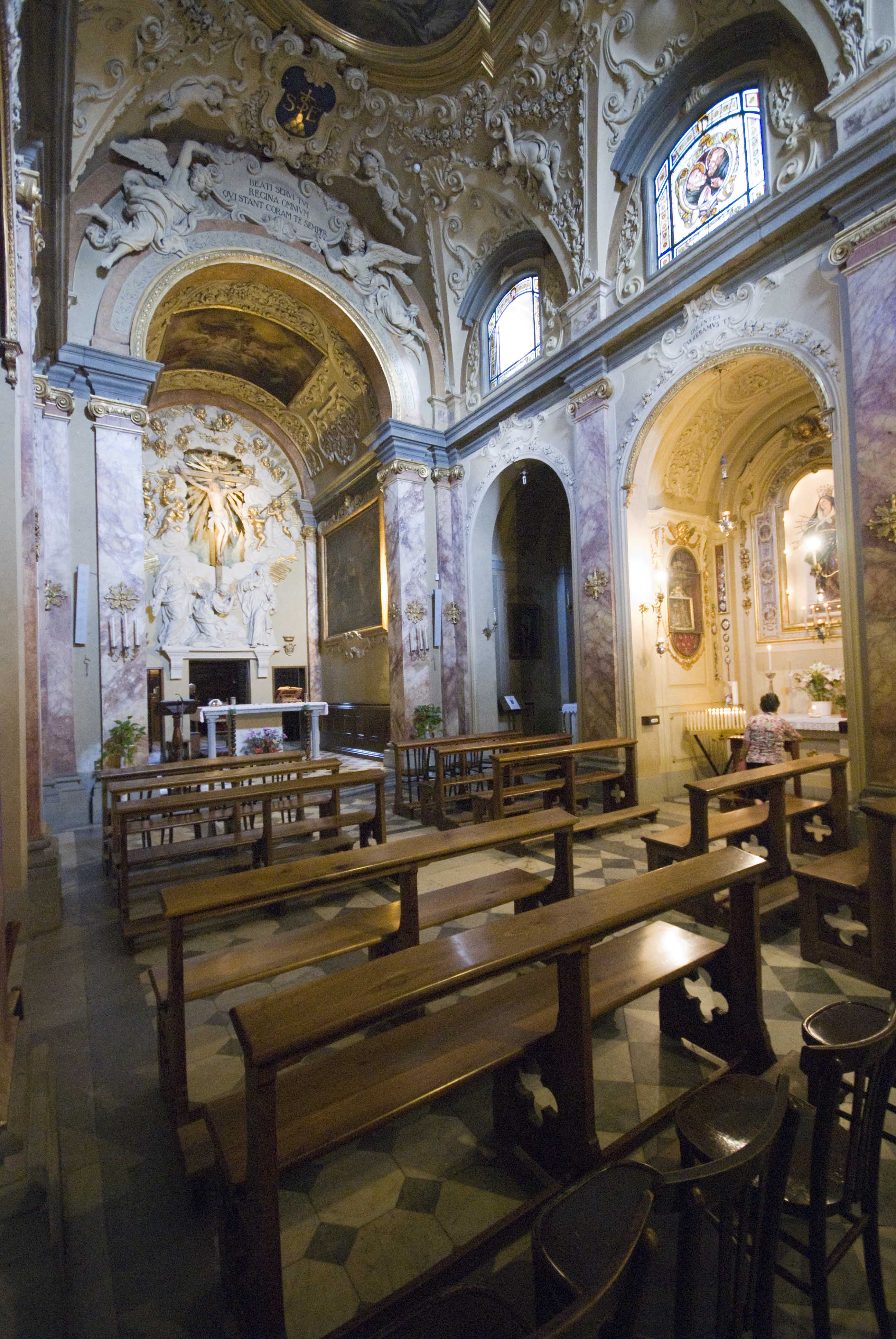
Interno

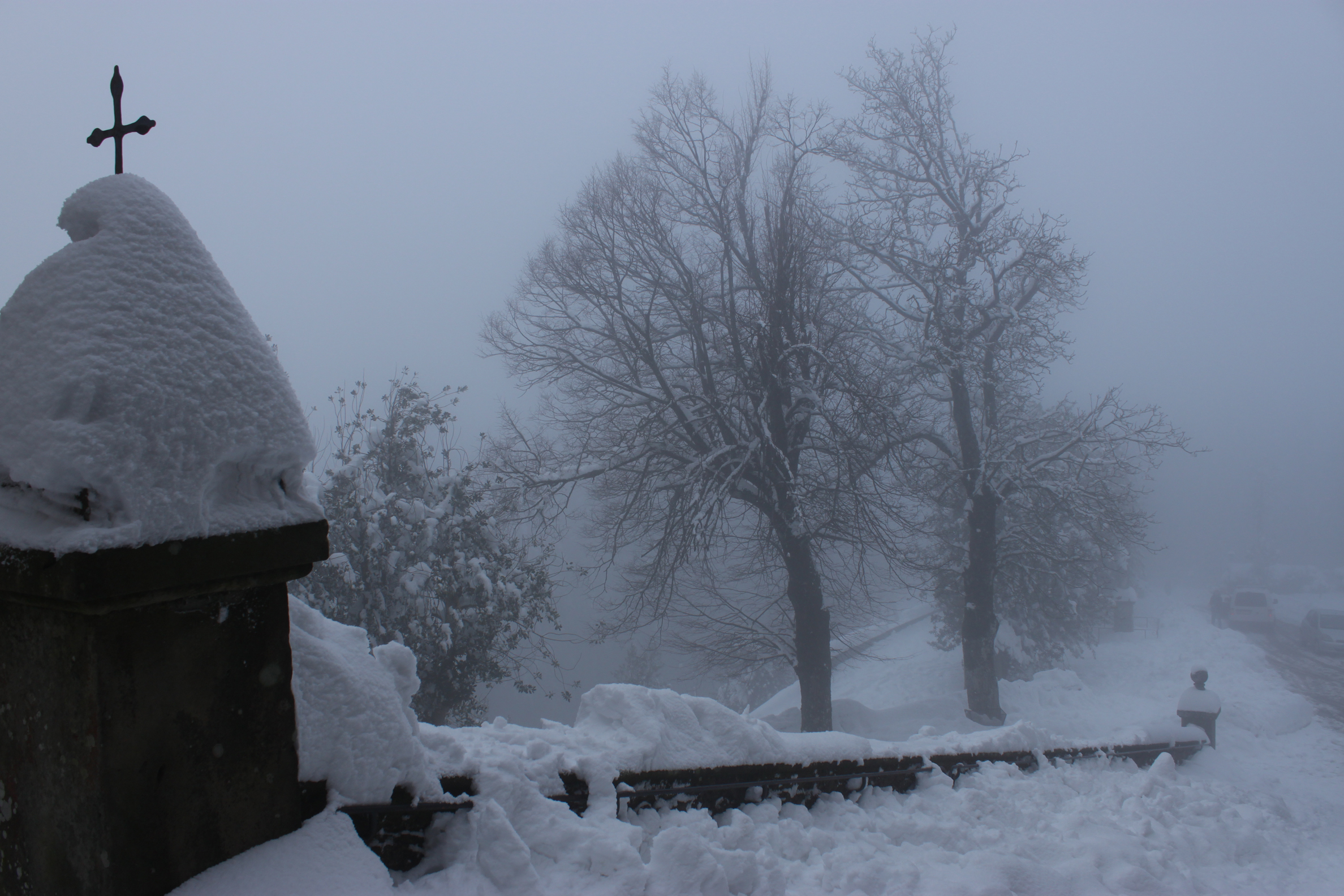
Vista innevata dall'esterno della chiesa

Nel coro retrostante, Maria assunta in cielo di Giuseppe Bezzuoli (1849 circa), e sulla parte destra, affresco di Pietro Annigoni con i Sette Fondatori che salgono il Monte Senario. Alla destra del coro si apre la porta d'ingresso alla cappella dell'Apparizione, la parte più antica del convento, dove nel 1240 la Vergine sarebbe apparsa ai fondatori dei Serviti e dove San Filippo Benizi celebrò la sua prima messa; completamente restaurata nel 1983, se ne è cancellata la decorazione settecentesca, presente soltanto nella tipologia dell'altare (1723), sopra il quale è ospitata una Pietà in terracotta di Giovannangelo Lottini, sacerdote servita (inizi del secolo XVII).
Sulla sinistra del coro, la cappella del Santissimo Sacramento, edificata nel 1726 per legato di Domenico dell'Antella su disegno di Giovan Battista Foggini, decorata da stucchi del Portogalli e da tele dedicate a Storie della vita del beato Manetto, eseguite da artisti fiorentini del primo Settecento.
Ancora a sinistra si passa nella Sagrestia, decorata e arredata nel secolo XVIII, con notevoli dipinti alle pareti; inserito nel coronamento di un armadio, il Salvatore di Matteo Rosselli, una testa di San Pietro Crisologo di Pietro Benvenuti, San Giovanni Battista decollato di Cesare Mussini (1851), due tele a monocromo attribuite a Matteo Rosselli, due grandi paesaggi di Antonio Morghen (1846).
Si esce dalla sagrestia dalla porta a sinistra (sopra la quale, tavola del Maestro di San Jacopo a Mucciana con la Madonna, il Bambino e quattro santi)e si passa nella cappella dei Santi Fondatori, costruzione moderna (1933) in stile neogotico, decorata da Giuseppe Cassioli. Rientrando in chiesa, a destra Cristo con i simboli della Passione di artista fiorentino della metà del XVII secolo, e a sinistra la Madonna con i sette santi di Antonio Pillori.

### Croce monumentale
Usciti dalla chiesa, dopo aver percorso circa trecento metri, si giunge alla Croce di ferro che fu illuminata "per radio comando" da Pio XI il 1º aprile 1933, all'inizio del Giubileo straordinario, concesso nel diciannovesimo centenario della Redenzione. La croce originale fu costruita dai fratelli Pieri Artigiani Fiorentini. Degli stessi Artigiani Due cancellate in ferro battuto all'interno della Chiesa.

### Grotte
Le grotte di Montesenario sono tre:

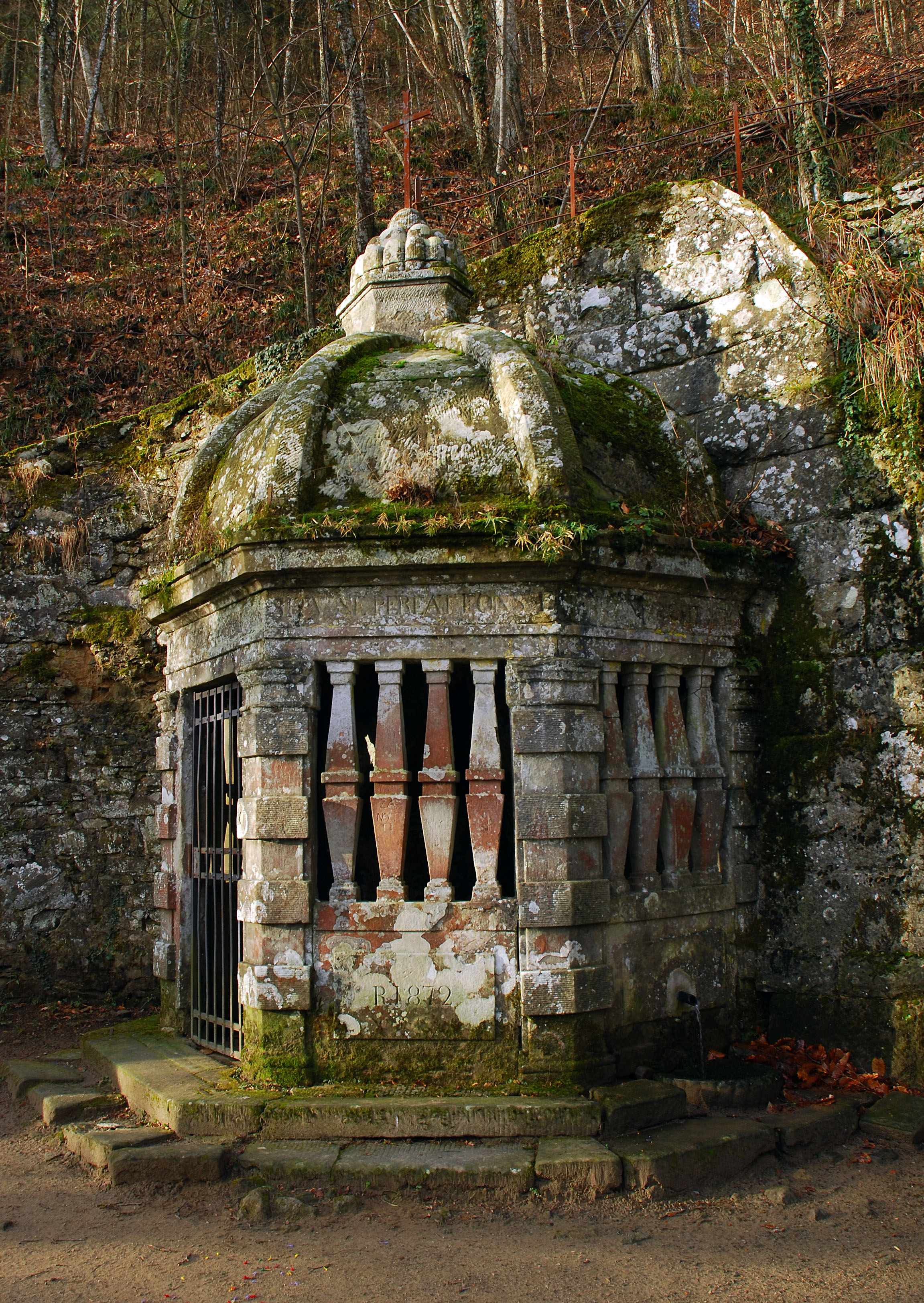
Grotta e fonte di san Filippo Benizi

1. la grotta (e fonte) di san Filippo Benizi, con un tempietto che ricopre la fonte, costruito nel 1629, recante nel cornicione la significativa ed elegante scritta: "SITI NE PEREANT FRATRES / B. PHIL. FONTEM APERIT MCCLIV / SITU NE PEREAT FONS / F. HENR. ANT. G. OP.IT MDCXXIX" ("Affinché i frati non morissero di sete, il beato Filippo scoprì la fonte nel 1254; affinché la fonte non si perdesse per l'incuria, il generale fra Enrico Antonio la coprì nel 1629");
2. la grotta di sant'Alessio Falconieri, dove su una piccola lapide è scritto "Il Beato Alessio crocifisso al mondo e contento delle gioie celesti qui a lungo si nascose"; fuori della grotta c'è un romitorio, costruito nel 1601
3. la grotta di san Manetto, dove sono scolpite queste parole sotto l'effigie del santo: "Pio pellegrino, bacia questo squallido antro un tempo risonante di lunghi gemiti fragrante di virtù".

Nei pressi delle grotte si trova anche un altro Romitorio, edificato nel 1606 a spese di Filippo Salviati e dedicato a san Filippo Benizzi. Nell'orto di questo romitorio c'è ancora la propaggine di una vite ritenuta miracolosa, che produsse tralci nel cuore dell'inverno.

### Distilleria
I frati Servi di Maria di Monte Senario producono alcuni liquori nella distilleria del convento, erede dell'antica farmacia attiva per secoli a beneficio della popolazione locale e dei pellegrini. In particolare dal 1865 producono un liquore con estratti di Abete bianco (Abies alba), chiamato "Gemma d'Abeto" e ideato da fra Agostino Martini da Sant'Agata di Mugello, speziale del convento. Altri liquori prodotti nella distilleria sono: l'Amaro Borghini, ideato dallo speziale fra Stanislao Borghini nel 1870, l'Elisir di China e l'Alchermes, ideati dallo speziale fra Pietro Berni nel 1889.